# Куликовка Вторая
Кулико́вка Втора́я (Кулико́вка 2-я, Втора́я Кулико́вка, 2-я Кулико́вка) — село Лебедянского района Липецкой области России. Административный центр Куликовского сельсовета.

## Топоним
Прежнее название Куликовка, связанное, по версии краеведов, с фамилией Куликов. Прилагательное Вторая связано с названием и историей деревни Куликовка Первая, разделившиеся в XIX веке. По переписи 1926 года значились вместе как Куликовка 1-я и Куликовка 2-я и имели другое, общее название — Сенчево.

## География
Находится на севере центральной части Липецкой области, в лесостепной зоне, в пределах северо-восточных отрогов Среднерусской возвышенности, на берегу реки Дон, при впадении притока — реки Павелка.

### Климат
Климат характеризуются как умеренно континентальный, с умеренно холодной продолжительной зимой и тёплым летом. Среднегодовая температура воздуха составляет 4,5 °С. Средняя температура воздуха самого холодного месяца (января) — −9,5 °C; самого тёплого месяца (июля) — 19,5 °C. Среднегодовое количество атмосферных осадков составляет 500 мм, из которых около 65 — 70 % выпадает в тёплый период. Преобладающими ветрами являются юго-западный, западный и северо-западный.

## История
Известна с XVIII века. В 1782 года была селом с церковью.
В 1862 году казённая и владельческая деревня Куликовка, относящаяся к первому стану Лебедянского уезда, состояла из 37 дворов, население исчислялось 439 жителями. Позднее появилось разделение поселения на 1-ю и 2-ю Куликовки. Обе деревни относились к приходу села Большое Попово.

## Население
| 2010 |
| ---- |
| 438  |

### Национальный состав
Согласно результатам переписи 2002 года, в национальной структуре населения русские составляли 94 % из 534 чел.

## Инфраструктура
Личное подсобное хозяйство с зоной сельскохозяйственного использования, индивидуальная застройка усадебного типа.
Основа экономики — сельское хозяйство.
Дом культуры, школа, Куликовский ФАП

## Транспорт
Остановка общественного транспорта «Куликовка 2-я» находится в центре села.
В пешей доступности, в соседнем Нижнебрусланово, находится платформа 51 км Юго-Восточной железной дороги на линии Елец — Лев Толстой.